# Sjelichovbaai
De Sjelichovbaai of Golf van Sjelichov (Russisch: Залив Шелихова; zaliv Sjelichova) is een grote baai in het noordelijke deel van de Zee van Ochotsk, vernoemd naar de Russische 18e-eeuwse zeevaarder Grigori Sjelichov. De baai ligt tussen het Russische vasteland en het schiereiland Kamtsjatka. De Sjelichovbaai heeft een lengte van 650 kilometer, met een breedte aan de monding van 130 kilometer (tussen Kaap Joezjny en Kaap Tolstoj), een maximale breedte van 300 kilometer en een diepte van maximaal 350 meter.
In het noordelijke deel wordt de baai door het schiereiland Tajgonos onderverdeeld in de Gizjigabaai (noordwesten) en de Penzjinabaai (noordoosten). De belangrijkste rivieren die in de baai stromen zijn de Gizjiga en de Penzjina.
De baai is gewoonlijk bevroren van december tot mei. De getijdenverschillen in de baai wisselen sterk en bereiken de grootste waarden van de Grote Oceaan in de Penzjinabaai (12,9 meter).
De baai is rijk aan vis, met als belangrijkste soorten haring, Pacifische heilbot, schol en Namaga-kabeljauw (Eleginus navaga).